# Application de catalogage social
 (août 2021).
Si vous disposez d'ouvrages ou d'articles de référence ou si vous connaissez des sites web de qualité traitant du thème abordé ici, merci de compléter l'article en donnant les références utiles à sa vérifiabilité et en les liant à la section « Notes et références ».
Une application de catalogage social est une application Web destinée à aider les utilisateurs à cataloguer des objets (livres, CD, etc.). Ces applications possèdent généralement deux caractéristiques découlant de leur environnement de catalogage multi-usagers :
- la possibilité de partager des catalogues et d'interagir avec d'autres, basée sur des objets partagés ;
- l'enrichissement et l'amélioration mutualisée de la description bibliographique, soit par la coopération explicite dans la production de métadonnées descriptives, soit par l'analyse implicite des données (par exemple, « les gens qui aiment X aiment aussi Y »).

Quelques-unes des applications de catalogage social les plus connues : 
- pour les livres : Anobii, Goodreads, LibraryThing ; en France : Babelio, Booknode, Livraddict, Lecteurs.com, SensCritique ;
- pour la musique : Discogs, MusicBrainz, Rate Your Music, Last.fm; en France : SensCritique ;
- pour les films : FilmAffinity, Rate Your Music, Letterboxd; en France : SensCritique, ulike.net ;
- pour les travaux scientifiques : CiteULike, Connotea ;
- pour les ordinateurs et jeux vidéo : MobyGames ; en France : SensCritique ;
- pour les sites web : Pearltrees, del.icio.us.